# 秋田 (小惑星)
秋田 (あきた、8182 Akita) は、メインベルトに位置する小惑星の一つ。北海道の北見観測所の箭内政之と渡辺和郎により発見された。
京都府城陽市のアマチュア天文家で、彗星観測を主とする団体『星の広場』の代表幹事を務める秋田勲（1948年生まれ）にちなみ命名された。